# Galambos Lajos (író)
Galambos Lajos (Kótaj, 1929. október 14. – Nyíregyháza, 1986. szeptember 16.) József Attila-díjas (1962) magyar drámaíró, filmdramaturg, forgatókönyvíró.

## Életpályája
Szegényparaszti családból indult. A gimnáziumot Nyíregyházán végezte, majd színésznek tanult – 1949-ben kizárták a Színművészeti Főiskoláról –, de végül újságíró és rádióriporter lett 1952-ben. 1957-1962 között a Budapest Filmstúdió dramaturgja volt. Az 1970-es évektől Nyíregyházán élt, ebben az időszakban az Élet és Irodalomban, a Népszabadságban, majd a Kelet-Magyarországban publikált.

## Munkássága
Első elbeszéléskötete a Hét márványplakett (1951). A kommunista ideológiát kifejező regénye a Jurankó Pál hazatér (1955). A mezőgazdaság átszervezését, a falu átalakulását örökíti meg  Gonoszkátyú (1960), Hideg van tegnap óta (1961) és az Utas a Göncöl szekerén (1962) című regényei. Valójában az 1960-as években indult irodalmi pályája. Erősen tapad a magyar irodalom népies hagyományaihoz; a paraszti világ felbomlásáról romantikus nagyításokkal, naturalisztikus nyersességgel fest képet, a hősök megszállottságának naiv, tiszta hitét kiemelve (Isten őszi csillaga, 1962; Mostohagyerekek, 1963; Zsilipek, 1966). Kísérletezett az áttételesebb, szimbolikus megjelenítéssel is, szakítani akarva a közvetlen, publicisztikus szókimondással (Nyílj meg, ég!, 1971; Diagnózis, 1976). A didaktikus kifejtés, az érzelmi-indulati magatartás, a magyar történelem korszakos jelentőségű eseményinek drámai feldolgozásakor is jellemzője (Tüköráldozat, 1977). Az Új Írás és a Kortárs című folyóiratok közölték írásait. Több művéből film készült, így Makk Károly (Megszállottak), Kovács András (Isten őszi csillaga) és Novák Márk (Szentjános fejevétele) egy-egy filmje. Színpadi művei közül a Fegyverletételt a Vígszínház, Szerelmes égitestek című darabját 1985-ben a József Attila Színház mutatta be.

## Művei
- Hét márványplakett (elbeszélés, 1951)
- Ütközet a levegőben (1953)
- Jurankó Pál hazatér (regény, 1955)
- Dűlőutakon (karcolatok, 1959)
- Gonoszkátyú (kisregény, 1961)
- Hideg van tegnap óta (regény, 1961)
- Utas a Göncöl szekerén (regény, 1962)
- Keserű lapu (elbeszélések, 1963)
- Mostohagyerekek (regény, 1963)
- Zsilipek (regény, 1966)
- Fekete kötés (elbeszélések, 1966)
- Későn (1966)
- Örök malom (kisregény, 1969)
- Mit tudtok ti Pille Máriáról? (regény, 1969)
- Azok az álmok (regény, 1970)
- Nyílj meg, ég! (elbeszélések, 1971)
- Fegyverletétel (1972)
- Szent János fejevétele (regény, 1972)
- Diagnózis (elbeszélések, 1976)
- Tüköráldozat (drámák, 1977)
- Három regény (Keserű lapu; Görög történet; Miguel Dorado kadét két vallomása); Magvető–Szépirodalmi, Bp., 1978

## Színházi munkái
A Színházi Adattárban regisztrált bemutatóinak száma: szerzőként: 4; színészként: 13.

### Szerzőként
- Pódium 64 (1964)
- Későn (1966)
- Fegyverletétel (1972)
- Szerelmes égitestek (1986)

### Színészként
- Szilágyi László: Hulló falevél... Hámori Péter
- Kornyejcsuk: Csillagtárna... Artyom
- Gyárfás Miklós: Hatszáz új lakás... Koncz Ernő
- Bródy-Kerekes: Palotaszálló... Péter
- Strauss: Cigánybáró... Gábor diák
- Miljutyin: Szibériai rapszódia... Pável
- Mihajlov-Szamojlov: Titkos háború... Preobrezsánszkij
- Major Ottó: Határszélen... Zászlóaljparancsnok
- Wydrzynski: Klementina asszony szalonja... Karol
- Borozina-Davidszon: Harmadévesek... Pável
- Schenk: Falusi borbély... Keszeg Péter
- Huszka Jenő: Aranyvirág... Lakáj
- Brecht: A kaukázusi krétakör... Őrvezető

## Filmjei
- A harangok Rómába mentek (1958)
- Három csillag (1960)
- Megszállottak (1961)
- Isten őszi csillaga (1962)
- Szentjános fejevétele (1966)
- Isten és ember előtt (1968)
- Pokolrév (1969)

## Emlékezete
1993-tól hagyatékát a nyíregyházi Jósa András Múzeum őrzi.